# Johnny Leoni
Johnny Leoni (* 30. červen 1984, Sion) je švýcarský fotbalista.

## Klubová kariéra
Hrával za Sion, Zürich, Omonia, Neftçi Bakı, Marítimo.

## Reprezentační kariéra
Johnny Leoni odehrál za švýcarský národní tým v roce 2011 jedno reprezentační utkání.

## Statistiky
| Švýcarsko | Švýcarsko | Švýcarsko |
| Roky      | Záp.      | Góly      |
| --------- | --------- | --------- |
| 2011      | 1         | 0         |
| Celkem    | 1         | 0         |